# Український Молодіжний Ярмарок
Український Молодіжний Ярмарок — один з найбільших культурних заходів української спільноти в Польщі; організований щороку (з 1976 p.) у Ґданську місцевим гуртком Об'єднання українців у Польщі та Союзом української незалежної молоді. 

## Історія
У рамках «Уескатіади» 1976 р., коли відзначали ХХ-ліття Українського Суспільно-Культурного Товариства, з ініціативи Олександра Гнатюка й при підтримці тодішнього голови місцевого гуртка УСКТ Павла Кремінського проведено у Ґданську молодіжну зустріч. На сторінках «Нашого Слова» писали тоді про «дискотеку» і ламали голови, як це перекласти на українську мову. Назва «Молодіжний ярмарок» з’явилася роком пізніше, перемігши такі пропозиції, як «Осінні зустрічі», «Молодь-77» і «Гданські зустрічі». Ярмарок від початку мав приваблювати молодь, зокрема студентів, тому донині постійним терміном його проведення залишається осінь.
Ярмаркову публіку у перших роках розвеселяли варшавська «Самакума», «Шпиля» з Ґданська, «Михір» з Ольштина, перемиська «Ініціативна група», кабаре «Горпинка» з Ельблонга. Неможливо перелічити всі вокально-інструментальні колективи, які виступали перед ярмарковою публікою. Серед них були: щецінські «Чумаки», венгожівський «Черемош», «Ослав’яни» з Мокрого, «Веретено» та «Білі круки» з Ґданська, вроцлавський «Ромен», гіжицькі «Канни», зеленогірська «Черемшина», бартошицька «Десна», ольштинський «Розмай», «Хутір» та багато інших. Потім постачальниками молодіжного звуку були – «Лиман», «Орден», «Гроза», «Оселедець», а ще пізніше – «Кайф», «Dies-Irae», «Повія», «Анатема», «Анестезія», «Га-Гамалія» тощо. 
Перші едиції формували характер імпрези – молодь гуртувалася навколо пісні, музики, художнього слова, декламованої та співаної поезії, танцю. На чергових ярмарках суттєвою була присутність кабаретних та експериментальних груп. Серед гостей з України були гурти: «Мертвий Півень», «Брати Гадюкіни», «Плач Єремії», «Кому Вниз», «Мандри», «Скрябін», «Друга ріка», «Горгішелі», «Фліт» та чимало інших.